# Amiantastis manicola
Amiantastis manicola är en fjärilsart som beskrevs av Edward Meyrick 1932. Amiantastis manicola ingår i släktet Amiantastis och familjen säckspinnare. Inga underarter finns listade i Catalogue of Life.